# عبد الرحمن عكاري
عبد الرحمن عكاري لاعب كرة قدم سوري من مواليد حمص، يلعب مع تشرين.
بدأ مسيرته مع نادي الكرامة ثم أعير إلى نادي شباب الأردن وعاد مرة أخرى إلى ناديه الأم الكرامة ثم انتقل بعدها إلى النواعير وحط رحاله في تشرين.

## روابط خارجية
- عبد الرحمن عكاري على موقع قاعدة بيانات كرة القدم.إي يو (الإنجليزية)
- عبد الرحمن عكاري على موقع Soccerway.com (الإنجليزية)
- عبد الرحمن عكاري على موقع كووورة